# Vasilij Sergeevič Ordynskij
Vasilij Sergeevič Ordynskij (Kostroma, 6 aprile 1923 – Mosca, 4 novembre 1985) è stato un regista cinematografico sovietico.

## Filmografia (parziale)

### Regista
- Čelovek rodilsja (1956)
- Četvero (1957)
- Sverstnicy (1959)
- Tuči nad Borskom (1960)
- U tvoego poroga (1962)
- Bol'šaja ruda (1964)
- Krasnaja ploščad' (1970)